# Shannon Rutherford

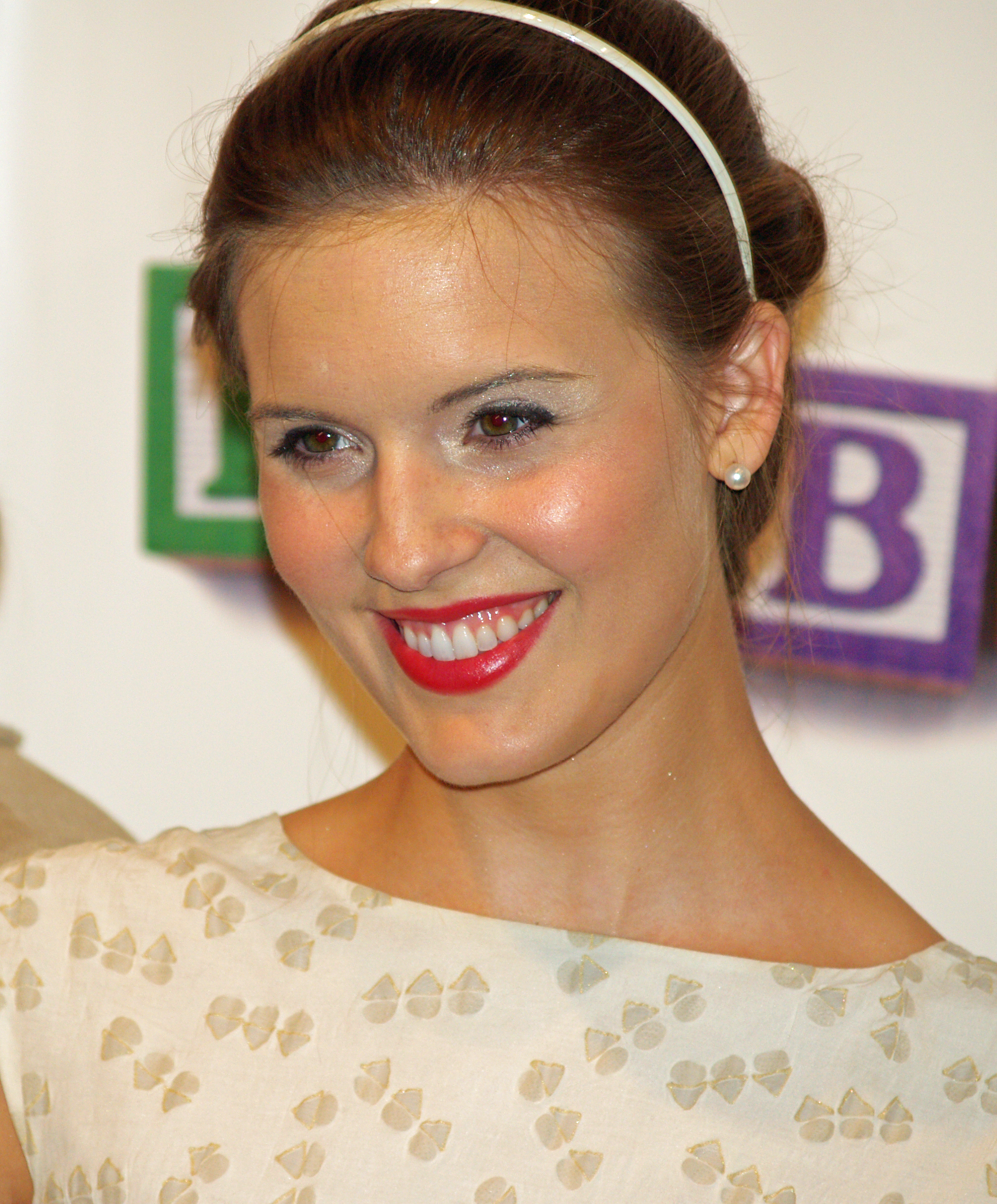
Actrice Maggie Grace

Shannon Rutherford is een personage in de Amerikaanse televisieserie Lost, vertolkt door Maggie Grace. Ze is een van de 71 overlevenden van het neergestorte toestel van Oceanic Air Vlucht 815 en komt terecht op het eiland, samen met haar stiefbroer Boone Carlyle. Vanaf de eerste aflevering van de serie ontpopt Shannon zich als een onbehulpzaam en ijdel persoon. Ze is ervan overtuigd dat ze spoedig zullen worden gered en besteedt de meeste tijd aan het zonnebaden.
Gedurende het castingproces werd Shannon vergeleken met Paris Hilton. Maggie Grace werd genomineerd voor een Teen Choice Award voor haar rol als Shannon.

## Leven

### Voor de crash
Shannon is voor de vlucht een balletlerares in Los Angeles. Ze wil een dansopleiding volgen in New York, maar er geldt een strenge selectie en het is een dure investering. Niet lang nadat haar vader omkomt bij een auto-ongeluk krijgt ze een toelatingsbrief van de Martha Graham Dance Company. De erfenis van haar vader gaat echter in zijn geheel naar zijn vrouw Sabrina. Shannon krijgt van haar geen geld. Haar stiefbroer Boone is echter bereid haar te helpen. Samen met het geld dat ze ophaalt door als au pair in Frankrijk te werken heeft ze genoeg geld om naar de opleiding te gaan. Samen met haar broer is ze van plan van Sydney naar de Verenigde Staten te vertrekken.

### Op het eiland
Zonder verwondingen overleeft ze de crash. De eerste periode op het eiland is ze ervan overtuigd dat ze op korte termijn gered zullen worden en dat er niets aan de hand is. Desondanks gaat ze mee met Sayid, die tracht een stoorzender uit te schakelen, nadat ze een discussie heeft met Boone over haar egoïsme. Ze komt van pas als het storende bericht in het Frans blijkt te zijn: het is van Danielle Rousseau en wordt al 16 jaar herhaald. Korte tijd later geraakt ze ziek als haar inhalators tegen astma niet gevonden kunnen worden; Sun weet echter een oplossing en verzorgt haar.
Na enkele dagen krijgen Shannon en Sayid een relatie. Na een avond samen krijgt ze te horen dat haar stiefbroer is overleden door een val in de jungle. Ze houdt Locke verantwoordelijk voor zijn dood en wil dat Sayid actie onderneemt. Deze steelt van Jack de sleutel van de doos waarin de wapens worden bewaard en houdt vervolgens Locke onder schot in de jungle, wat vervolgens op niets uitdraait. Als Walt samen met zijn vader, en Sawyer en Jin vertrekt op een vlot, geeft hij zijn hond Vincent aan Shannon. Walt keert niet meer terug, maar als Shannon enkele dagen later Vincent uitlaat, komt ze Walt tegen. Als Sayid aan komt rennen, is hij verdwenen.
Shannon wil Walt terugvinden en gaat samen met Sayid en Vincent de jungle in. Als het begint te regenen hebben ze het over hun relatie, waarna ze beide Walt zien. Ze rent achter hem aan, met als gevolg dat Ana Lucía haar per ongeluk neerschiet. Na korte tijd overlijdt ze in de armen van Sayid.